# Siebe Riedstra
Siebe Riedstra (Appelscha, 11 februari 1955) is een Nederlands topambtenaar. Hij is sinds 1 juni 2021 secretaris-generaal van het ministerie van Volksgezondheid, Welzijn en Sport. Sinds april 2020 is hij lid van de ambtelijke adviesgroep ABD TOP Consult.

## Leven en werk
Riedstra studeerde van 1972 tot 1981 politicologie aan de Vrije Universiteit Amsterdam. Hij specialiseerde zich in internationale betrekkingen. Daarna gaf hij les aan tweedegraads lerarenopleiding gezondheidskunde in Utrecht en een opleiding bejaardenwelzijnswerk in Den Haag aan een hbo-instelling. Van 1986 tot 1993 vervulde hij diverse functies bij het ministerie van OCW. In 1993 vertrok Riedstra naar het ministerie van Verkeer en Waterstaat. Tot 1999 was hij betrokken bij marktregulerings-onderwerpen in de publieke transportsector. Hij was ook betrokken bij de liberalisering van taxidiensten, de decentralisatie en marktwerkingsprocessen in stads- en streekvervoer en bij de ontvlechting van het railtransport. In de jaren daarna was Riedstra actief in het veld van vrachtvervoer. De ruimtelijke aspecten van goederentransport, de ontwikkeling van de Nederlandse havens en de besluitvorming rond de ontwikkeling van de Tweede Maasvlakte. In 2002-2005 coördineerde hij bij Verkeer en Waterstaat het ruimtelijke ontwikkelingsbeleid en de bijdrage aan de Nota Ruimte.
Vanaf 2005 was Riedstra als directeur-generaal Personenvervoer en later directeur-generaal Mobiliteit, verantwoordelijk voor onderwerpen als Anders betalen voor Mobiliteit, de groei van het railtransport, prioritaire wegenprojecten, regionaal publiek transport, rail infrastructuur projecten en het Urgentieprogramma Randstad.
Van 2009 tot 2015 was hij secretaris-generaal van het ministerie van Verkeer en Waterstaat, dat in 2010 fuseerde met het ministerie van VROM tot het ministerie van Infrastructuur en Milieu. Daarvan werd hij de eerste secretaris-generaal.
Van 15 juni 2015 tot en met 1 april 2020 was hij secretaris-generaal van het ministerie van Veiligheid en Justitie, bij de vorming van het kabinet-Rutte III omgedoopt tot het ministerie van Justitie en Veiligheid. In april 2020 maakte hij de overstap naar het adviesbureau TOP Consult, een onderdeel van de Algemene Bestuursdienst van het ministerie van Binnenlandse Zaken en Koninkrijksrelaties. Op 26 april 2021 werd bekendgemaakt dat Riedstra per 1 juni van dat jaar werd benoemd tot secretaris-generaal ad interim van het ministerie van Volksgezondheid, Welzijn en Sport. Per 1 december 2024 ging Riedstra met pensioen en werd hij als secretaris-generaal van VWS opgevolgd door Anita van den Ende.
- CiNii: DA01153255
- International Standard Name Identifier: 0000 0000 8220 4859
- Library of Congress Control Number: n84058157
- Nederlandse Thesaurus van Auteursnamen: 069637040
- Parlement.com: via8g6n1upyw
- Virtual International Authority File: 38312506
- WorldCat: E39PBJgd4YvHrrxPkbxb4JhGpP